# (2000) Herschel
Pour les articles homonymes, voir Herschel.
(2000) Herschel est un astéroïde de la ceinture principale découvert le 29 juillet 1960 par Joachim Schubart.
Il a été baptisé en hommage à William Herschel (1738-1822), astronome allemand, à qui l'on doit notamment la découverte de la planète Uranus, de plusieurs satellites, et une étude des étoiles binaires.